# Romániai magyar irodalomtörténet
AZ irodalomtörténet – az irodalomtudomány egyik ága, amely az irodalmat történetiségében, a filológia eredményeire támaszkodva vizsgálja, szoros és elengedhetetlen kapcsolatban az irodalomelmélettel, az irodalomkritikával és az összehasonlító irodalomtudománnyal. A nemzetiségi lét viszonylatában az önismeret elmélyítésének egyik leghathatósabb, nélkülözhetetlen eszköze.

## Előzmények
A hazai magyar tudományosság vonatkozásában hagyományteremtő megalapozóinak sorát Bod Péter nyitja meg, s a kolozsvári Ferenc József Tudományegyetemen egykor magyar irodalmi előadásokat és szemináriumokat tartó Imre Sándor, Meltzl Hugó, Szász Béla, Szabó Károly, Ferenczi Zoltán, Hegedűs István, Szinnyei József, Széchy Károly, Ferenczy József, Böhm Károly, Erdélyi Pál, Gyalui Farkas, Haraszti Gyula, Voinovich Géza, Dézsi Lajos, Zolnai Gyula, valamint Erdélyi László zárja.

## Erdélyi irodalomtörténészek (1918-1989)
Romániai magyar művelésének állandó intézményes alapja 1922-től napjainkig a magyar nyelv és irodalom Kolozsvárt megszervezett egyetemi oktatása, ill. kutatása, kezdetben 1922–44 között Kristóf György, a későbbiekben György Lajos, 1944 után Jancsó Elemér, Gaál Gábor, Szabédi László, Szabó György, Csehi Gyula, Faragó József, Szigeti József, Székely Erzsébet, Antal Árpád, Balogh Edgár, Abafáy Gusztáv, Sőni Pál, Pataki Bálint, Dávid Gyula, Varró János, V. Szendrei Júlia, Mitruly Miklós, Láng Gusztáv, Kozma Dezső, Rohonyi Zoltán, Cs. Gyimesi Éva közreműködésével. A felsőfokú irodalomoktatás segédeszközeként látott napvilágot nyomtatásban is Sőni Pál A romániai magyar irodalom története (1969), Jancsó Elemér A magyar irodalom a felvilágosodás korában (1969), Szigeti József A régi magyar irodalom története (1971), Antal Árpád A magyar irodalom a reformkorban és 1848–49-ben (1979), valamint Kozma Dezső Magyar irodalom a XIX. század második felében. 1849–1905 (1980) c. egyetemi jegyzete.
A tudományszak elő- és részmunkálatainak eredményeit 1924 és 1929 között az Erdélyi Irodalmi Szemle, 1930 és 1947 között az Erdélyi Múzeum, ill. a két folyóirathoz kapcsolódó Erdélyi Tudományos Füzetek sorozat tette hozzáférhetővé. 1957-től a részeredmények közvetítésének feladata elsősorban a Nyelv- és Irodalomtudományi Közleményekre hárul.
Az irodalomkutatás alkalmi (és részleges) seregszemléjére a két világháború között a Magyar irodalomtörténet 1939 c. Kristóf-emlékkönyv, legutóbb pedig a Kriterion Könyvkiadó sorozatindítónak szánt Irodalomtudományi és stilisztikai tanulmányok 1981 c. kötete vállalkozott.
Nagyobb lélegzetű összefoglalások, monografikus igényű, munkák többé-kevésbé rendszeres megjelentetésére az Irodalmi, az Ifjúsági, a Kriterion és a Dacia Könyvkiadó törekedett. Jó szolgálatot tesz a Kismonográfiák népszerű sorozata, amely 1968-ban az Ifjúsági Könyvkiadónál indult, 1970-től pedig a Dacia Könyvkiadó gondozásában látott napvilágot.
A több mint hat évtized folyamán önállóan megjelent művek – amelyek között szigorúan szaktudományos és népszerűsítő jellegű egyaránt akad – különböző arányban és változó színvonalon hasznosítják a pozitivizmus, a szellemtörténet, a korszerű társadalomtudományok és újabban a szemiotika szempontjait.

## Erdélyi irodalomtörténeti tanulmányok (1918-1989)

### Monografikus feldolgozások
Az önálló művek túlnyomó része egy-egy szerző életpályáját, munkásságát mutatja be.
Kötetet szentelt a magyar irodalom jelentős alkotói közül Berzsenyi Dánielnek Finta Gerő (Brassó 1936), Csokonai Vitéz Mihálynak V. Szendrei Júlia ("Mely széles a poétai mező..." Kv. 1970), Kölcsey Ferencnek Rohonyi Zoltán (Kolozsvár, 1975), Petőfi Sándornak Benedek Elek (Dicsőszentmárton 1922), Spectator (Arad 1922), Halász Gyula (Brassó 1922, 1935), Kovács Dezsőné (Kv. 1928) és Marosi Péter (Fényesebb a láncnál a kard. 1949), Arany Jánosnak Szilágyi Domokos (1969) és Kozma Dezső (Arany János breviárium. Kv. 1982), Jókai Mórnak Kristóf György (Kv. 1925) és Nagy Sándor (Brassó 1925), Eötvös Józsefnek Fábián Ernő (Az ember szabad lehet. Kv. 1980), Mikszáth Kálmánnak és Krúdy Gyulának Kozma Dezső (Kv. 1977, 1981), Ady Endrének Makkai Sándor (Magyar fa sorsa. Kv. 1927), Móricz Zsigmondnak Kántor Lajos (1968), Török Gyulának Kováts József (Kolozsvár, 1930), Karinthy Frigyesnek Robotos Imre (Utazás egy koponya körül. Kolozsvár, 1982), Juhász Gyulának Indig Ottó (Nincs szebb jövendők májusánál. Kv. 1980), József Attilának Mózes Huba ("Majd a szabadság békessége is eljön..." Kolozsvár, 1970), Szabó Lőrincnek Lászlóffy Aladár (Kv. 1973).
A romániai magyar szerzők sorából monografikus igénnyel foglalkozott Apáczai Csere Jánossal Tavaszy Sándor (Kolozsvár, 1925) és Fábián Ernő (Kolozsvár, 1975), Mikes Kelemennel és Kemény Zsigmonddal Veress Dániel (A rodostói csillagnéző. Kolozsvár, 1972; Szerettem a sötétet és szélzúgást. Kolozsvár, 1977), Szentiváni Mihállyal Antal Árpád (1958), Kriza Jánossal Antal Árpád, Faragó József és Szabó T. Attila közös kötetben (1965, átdolgozott 2. kiadás Kolozsvár, 1971), Petelei Istvánnal Kozma Dezső (Egy erdélyi novellista. 1969), Fülöp Áronnal Bakóczi Károly (Székelyudvarhely 1923), Asztalos Istvánnal és Tamási Áronnal Izsák József (1967, 1969), Salamon Ernővel Marosi Péter (1969, 2. kiadás 1972), Kováts Józseffel és Tompa Lászlóval Kicsi Antal (1969, 1978), Gaál Gáborral Tóth Sándor (G. G. 1971, románul 1974), Áprily Lajossal Vita Zsigmond (1972), Kós Károllyal Varró János (Kolozsvár, 1973), Benedek Elekkel Marton Lili (Elek nagyapó. 1975), Nagy Istvánnal Sőni Pál (1977), Tabéry Gézával Robotos Imre (Eszmék ütközésében. Kolozsvár, 1979), Méliusz Józseffel Szávai Géza (Helyzettudat és irodalom. Kolozsvár, 1980), Horváth Imrével Indig Ottó (Csak egy igaz versért élek. Kolozsvár, 1981), Balázs Ferenccel Mikó Imre–Kicsi Antal–Horváth Sz. István (1983).

### Egy-egy írói pályaszakasz, s egyes művek története
Egy-egy rövidebb írói pályaszakaszt mér fel Dávid Gyula Tolnai Lajos Marosvásárhelyen (1974) és Indig Ottó Juhász Gyula Nagyváradon (1978) c. munkája. A méltatott irodalmi személyiség erdélyi, ill. romániai vonatkozásait tárja elénk Kristóf György Eötvös Józsefről (Kv. 1932), Kántor Lajos József Attiláról (A hiány értelmezése. 1980), Dávid Gyula–Mikó Imre (1972) és Kozma Dezső (1976) Petőfi Sándorról, valamint Tabéry Géza–Incze Ernő (Nv. 1921), Kristóf György (Kv. 1925), Dávid Gyula (Kolozsvár, 1971) és Vita Zsigmond (1975) Jókai Mórról szóló könyve. Egy-egy kimagasló irodalmi alkotás keletkezési körülményeit, utóéletét vizsgálja Szigeti József A Balassi-Comoedia és szerzője (Budapest, 1967), Kántor Lajos Százéves harc „Az ember tragédiájá”-ért (Budapest, 1966), valamint Lőrinczi László Kuncz Aladár: Fekete Kolostor című művéről ír Utazás a Fekete kolostorhoz (1975) címen.

### Műfajok, irányzatok
Az egyes műfajok közül az erdélyi emlékiratokkal Kemény Katalin (Kolozsvár, 1932), az anekdotával és a regény előzményeivel György Lajos (A magyar anekdota története és egyetemes kapcsolatai. Budapest, 1934; A magyar regény előzményei. Budapest, 1941), a romániai magyar líra kezdeteivel és újabb korszakával Jancsó Elemér (Az erdélyi magyar líra tizenöt éve. Kolozsvár, 1934) és Cs. Gyimesi Éva (Találkozás az egyszerivel. Kísérlet mai líránk értelmezésére. 1978), a kortárs hazai magyar drámairodalommal Kötő József (Kolozsvár, 1976) foglalkozott. Egyedülálló Demény István Pál Kerekes Izsák balladája (1980) c. könyve, amely az összehasonlító-tipológiai módszer segítségével az elveszett hősi magyar epika egyik cselekménytípusát rekonstruálja.
Mozgalmak, irányzatok korszak-meghatározó jellegzetességeit Rohonyi Zoltán A magyar romantika kezdetei (1975) és Sőni Pál Avantgarde-sugárzás (Modern törekvések a romániai magyar irodalomban. 1973) c. munkája összegezte.
Az intézmények irodalmát Hofbauer László Vidéki irodalmi társaságaink története a XVIII. század végétől a XIX. század végéig (Budapest, 1930), Balogh Edgár Itt és most (Tanulmány a régi Korunkról. Kolozsvár, 1976), valamint Mózes Huba Sajtó, kritika, irodalom (1983) c. kötete képviseli.

### Átfogó munkák
A magyar irodalom történetének átfogó áttekintésére nálunk elsőként Borbély István (A magyar irodalom története I–II. Kolozsvár, 1924–25), majd Vathy Elek (A magyar szépirodalom története. Kolozsvár, 1928) vállalkozott. Szerb Antalnak, a Helikon írói társaság pályázata nyertesének esszéisztikus tartású, azóta sok kiadásban megjelent művével (Magyar irodalomtörténet I–II. Kolozsvár, 1934) az ESZC ajándékozta meg az olvasókat.
Egy rövidebb korszak erdélyi magyar irodalmának összefüggéseit Kozma Dezső villantotta fel a századforduló kolozsvári sajtójának tükrében (A valóság igézete. Kolozsvár, 1972).
A romániai magyar irodalom kezdeteinek történetét a Kristóf Györgynél doktoráló Ion Chinezu foglalta össze Aspecte din literatura maghiară ardeleană (1919–1929) (Kolozsvár, 1930) c. disszertációjában, majd Tolnai Gábor, a Szegedi Fiatalok Művészeti Kollégiumának irodalomtörténésze dolgozta fel a tárgykört Erdély magyar irodalmi élete c. munkájában (Szeged, 1933). A hazai magyar irodalomtörténet-írásnak 1944 után súlyos akadálya volt az a dogmatikus szemlélet, mely alábecsülte, sőt megtagadta és elítélte a két világháború között felvirágzott helikoni közösség irodalmát. Nagy István egyetemi előadásaiban elfogultan igyekezett kirekeszteni az irodalom értékes hagyományait, s csak az 1957-ben az Utunk hasábjain lepergett Nézzünk hát szembe vitasorozat hozott fordulatot. 1966-ban már az Előre „távolsági kerekasztal”-rendezvénye vitte előbbre a tisztulást. Ez az ankét A romániai magyar irodalomtörténet-írásról címmel sikerként hivatkozik a Romániai Magyar Írók sorozat kiszélesült skálájára s Jancsó Elemér, Sőni Pál, Balogh Edgár, Mihai Beniuc, Méliusz József, Kacsó Sándor, Izsák József és Kántor Lajos nyilatkozataival nyit ablakot az irodalmi hagyományok minden értékét tárgyilagosan megítélő új irodalomtörténet-írás felé. Kántor Lajos és Láng Gusztáv rövidesen megjelent közös irodalomtörténete (Romániai magyar irodalom 1945–1970. 1971, javított 2. kiadás Romániai magyar irodalom 1944–1970. 1973) ugyancsak a II. világháború utáni negyedszázad körképét adja, de visszatekintésében és értékeléseiben már teljesen szakít a dogmatikus elfogultságokkal és kirekesztésekkel.
A román irodalom kérdéseiben igazít el Bitay Árpád A román irodalomtörténet összefoglaló áttekintése (Gyulafehérvár 1922), Kakassy Endre A fiatal Eminescu (1959), Eminescu élete és költészete (1962), Mihail Sadoveanu (Egy nagy élet és egy nagy életmű története, 1964), valamint Kormos Gyula Liviu Rebreanu (Kolozsvár, 1975) c. kötete. A világirodalom felé nyújt kitekintést Szilágyi Júlia Swift és a huszadik század c. kismonográfiája (1968). Kapcsolattörténeti kérdésekkel foglalkozik Veégh Sándor Petőfi a románoknál (Csíkszereda, 1934) és Ritoók János Kettős tükör (A magyar–szász együttélés múltjából és a két világháború közötti irodalmi kapcsolatok történetéből, 1979) c. munkája.
Megírandó szintézisek előmunkálataként és forrásaként tarthatjuk számon egykori irodalomszervezők emlékiratait (S. Nagy László Harc a végeken. Kolozsvár, 1930; Tabéry Géza Emlékkönyv. Kolozsvár, 1930; Ligeti Ernő Súly alatt a pálma. Kolozsvár, 1941), kortárs tollforgatók (Lám Béla, Kacsó Sándor, Nagy István, Balogh Edgár és mások) önéletrajzi visszaemlékezéseit, továbbá irodalomkutatók tanulmánygyűjteményeit, mint amilyen Kristóf György Petőfi és Madách (Kolozsvár, 1923) és Az erdélyi irodalom múltja és jövője (Kolozsvár, 1924), Szigeti József A mű és kora (1970), Jancsó Elemér Irodalomtörténet és időszerűség (1972) és Kortársaim (1976), Csehi Gyula A baloldali forrásvidék (Kolozsvár, 1973), Jordáky Lajos Irodalom és világnézet (1973), Balogh Edgár Mesterek és kortársak (1974), Dávid Gyula Találkozások (Tanulmányok a román–magyar irodalmi kapcsolatok múltjából. Kolozsvár, 1976), Mikó Imre Akik előttem jártak (1976), Veress Dániel Mikes és a szülőföld (1976), Sőni Pál Írói arcélek (1981), Kovács János Kétség és bizonyosság : kritikai tanulmányok (1981) c. munkája.

### Irodalmi levelezések, kritikai kiadások, kortárs irodalom
Hasonló szempontból jelentősek az irodalmi levelezések gyűjteményei, így a KZST, a Helikon és ESZC "levelesládája", Gaál Gábor, Benedek Elek leveleskönyve. Ide sorolhatók az interjúkötetek is (Huszár Sándor: Az író asztalánál. Beszélgetések kortárs írókkal. 1969; Beke György: Tolmács nélkül. Interjú 56 íróval a magyar–román irodalmi kapcsolatokról. 1972; Közelképek. Húsz romániai magyar író. Az interjúkat készítette Marosi Ildikó. 1974; Gálfalvi György Marad a láz? 11 interjú. 1977; „A legszebb élet, amit magamnak el tudtam képzelni.” Benkő Samu beszélgetései Kós Károllyal. 1978).
Az irodalomtörténet értékes dokumentumai az Erdélyi Ritkaságok, a Fehér könyvek, a Romániai Magyar Írók és a Tanulók Könyvtára c. sorozatok bevezetővel és filológiai apparátussal ellátott kötetei, valamint a mindenkori kritikagyűjtemények. Az irodalomtörténet népszerűsítéséről s oktatásügyi alkalmazásáról elsősorban a tankönyvirodalom gondoskodik.